# Helena Bouveng
Kerstin Helena Bouveng, under en tid Bouveng Kjellberg, född 9 augusti 1962 i Hålta församling i Göteborgs och Bohus län, är en svensk politiker (moderat). Hon är ordinarie riksdagsledamot sedan 2006, invald för Jönköpings läns valkrets.
Helena Bouveng är uppvuxen i Vetlanda. Hon är dotter till Nils Bouveng, som var en av svensk aluminiumhanterings pionjärer och medgrundare till Sapa AB, och sjukgymnasten och moderatpolitikern Kerstin Bouveng (ogift Berlin), samt sondotter till överste Nils Bouveng.
Hon är folkbokförd i Vetlanda hos sin brors familj. I vissa sammanhang har hon dock angett att hon är bosatt på Värmdö, där hennes partner och barn är folkbokförda. Detta avslöjades av Uppdrag granskning då hon genom att vara folkbokförd i Vetlanda även har rätt till en övernattningslägenhet i Stockholm, på skattebetalarnas bekostnad.